# Yasmina Chelali
Pour les articles homonymes, voir Chelali.
Yasmina Chellali est la doyenne des stylistes et créatrices de mode à Alger. Ses créations sont connues sous la griffe « Yasmina ». Elle est également fondatrice de Yasmina Couture, une maison de haute couture algérienne.
Elle étudie le stylisme à Paris où elle fourbit ses armes chez Jacques Esterel et travaille sur la robe de mariée en vichy rose qu'immortalisera Brigitte Bardot. Puis elle rentre à Alger où elle ouvre sa première boutique.
Son premier défilé a lieu en 1963.
Son style s'inspire des vêtements traditionnels algériens : caracos, sarouals, melayas... Dos nus, tailles marquées, couleurs vives célèbrent la joie de vivre d'une Algérie méditerranéenne avant tout. Elle allie créativité et authenticité. Yasmina a ouvert une quatrième boutique à Saint-Germain-des-Prés pour "habiller les femmes arabes de Paris". Parmi ses clientes on compte : Rania de Jordanie, Valentina Terechkova, Souha Arafat, Princesse Farah.